# Michel Azama
Michel Azama, né à Villelongue-de-la-Salanque (Pyrénées-Orientales) en 1947, est un inspecteur d'académie, écrivain et dramaturge français. Il est l'auteur d'une anthologie raisonnée des dramaturges de langue française entre 1950 et 2000.

## Biographie
Après des études de lettres et de philosophie à Montpellier, il suit une formation de comédien à l’école nationale de théâtre Jacques Lecoq et au cours Simon. Il écrit son premier texte, Bled, au terme d'un séjour de deux ans au Maroc.
Il devient conseiller littéraire auprès du Centre national des écritures du spectacle - La Chartreuse et rédacteur en chef de la revue Les Cahiers de Prospero. Ses œuvres sont traduites en plusieurs langues. Il traduit lui-même ses textes en espagnol.

## L'anthologieDe Godot à Zucco
Michel Azama a écrit une vaste anthologie des auteurs dramatiques de langue française, de 1950 à 2000 intitulée De Godot à Zucco, en trois tomes. Il y propose un système de classement original et thématique, avec, à chaque fois, une courte biographie du dramaturge, un extrait de pièce et une analyse. Près de 200 extraits de textes ont été regroupés par Michel Azama.

## Œuvres
- Bled, L'Avant-Scène Théâtre, 1984
- Vie et mort de Pier Paolo Pasolini, L'Avant-Scène Théâtre, 1986
- Le Sas, L'Avant-Scène Théâtre, 1989
- Croisades, Théâtrales, 1989 et au Théâtre du Soleil 2011
- Iphigénie ou le Péché des dieux, Éditions Théâtrales, 1991 (Iphigénie ou le Péché des dieux plagie le recueil poétique Terraqué, d'Eugène Guillevic, dont il reprend des vers entiers).
- Aztèques, Éditions Théâtrales, 1991
- Les deux terres d’Akhenaton, Éditions Théâtrales, 1994
- Zoo de nuit, Éditions Théâtrales, 1995
- Dissonances, 1997
- Fait divers, Éditions Théâtrales, 1998
- Saintes Familles, Éditions Théâtrales, 2002.
- De Godot à Zucco : Anthologie des auteurs dramatiques de langue française 1950-2000, t. I Continuité et renouvellements, Paris, Éditions Théâtrales et CNDP, 2003, 345 p. (ISBN 2-84260-127-0)
- De Godot à Zucco : Anthologie des auteurs dramatiques de langue française 1950-2000, t. II Récits de vie : le moi et l'intime, Paris, Éditions Théâtrales et CNDP, 2003, 345 p. (ISBN 2-84260-127-0)
- De Godot à Zucco : Anthologie des auteurs dramatiques de langue française 1950-2000, t. III Le bruit du monde, Paris, Éditions Théâtrales et CNDP, 2003, 345 p. (ISBN 2-84260-127-0)
- Les 120 voyages du fou, Éditions Théâtrales, 2008 (ouvrage collectif Sylvain Levey, Nathalie Papin,Jean-Yves Picq ,Françoise Pillet)
- La vie comme un mensonge, 2013, Éditions Théâtrales
- Médée Black, 2018, Éditions Théâtrales